# Ralph H. Cameron
Ralph Henry Cameron est un homme d'affaires et homme politique américain né le 21 octobre 1862 à Southport (Maine) et mort le 12 février 1953 à Washington.
Élu délégué du territoire de l'Arizona à la Chambre des représentants (1909-1912), il participe à l'adhésion du territoire à l'Union. Il est par la suite sénateur de l'État (1921-1927) ; son principal accomplissement à ce poste reste la validation de la construction du barrage Coolidge (en).
Sur le front des affaires, Cameron participe aux premiers efforts pour développer le Grand Canyon. À cette fin, il utilise souvent son influence politique pour aider ses intérêts économiques. Longtemps populaire parmi les habitants du nord de l'Arizona, sa situation évolue après son élection au Sénat, les électeurs lui reprochant ses conflits d'intérêts.

## Débuts
Cameron est né le 21 octobre 1863, fils de Henry et Abigail Ann (Jones) Cameron, à Southport dans le Maine. Il fréquente des écoles publiques jusqu'à l'âge de treize ans, lorsqu'il quitte le domicile familial pour travailler dans la flotte de pêche sur les Grands Bancs de Terre-Neuve. Cameron estimera par la suite que la plupart de ses connaissances viennent de cette « dure école de la vie ». Après cinq ans passés comme pêcheur, Cameron déménage à Boston où il devient un commis de magasin.
Après une lecture à propos de l'expédition de John Wesley Powell de 1869 sur le Colorado, Cameron choisit d'en apprendre davantage sur le Sud-Ouest américain. Il quitte son emploi en 1883 et se rend à Flagstaff dans le territoire de l'Arizona. Il travaille d'abord dans une scierie puis rejoint son frère Niles qui gère un commerce. Deux mois après son arrivée, Cameron visite le Grand Canyon. Il explore la région pendant neuf jours puis y retourne un an plus tard avec Edward E. Ayer à la recherche d'opportunités dans le bois. Les frères Cameron finissent par vendre leur commerce et se consacrent à l'exploitation minière dans le Grand Canyon. 

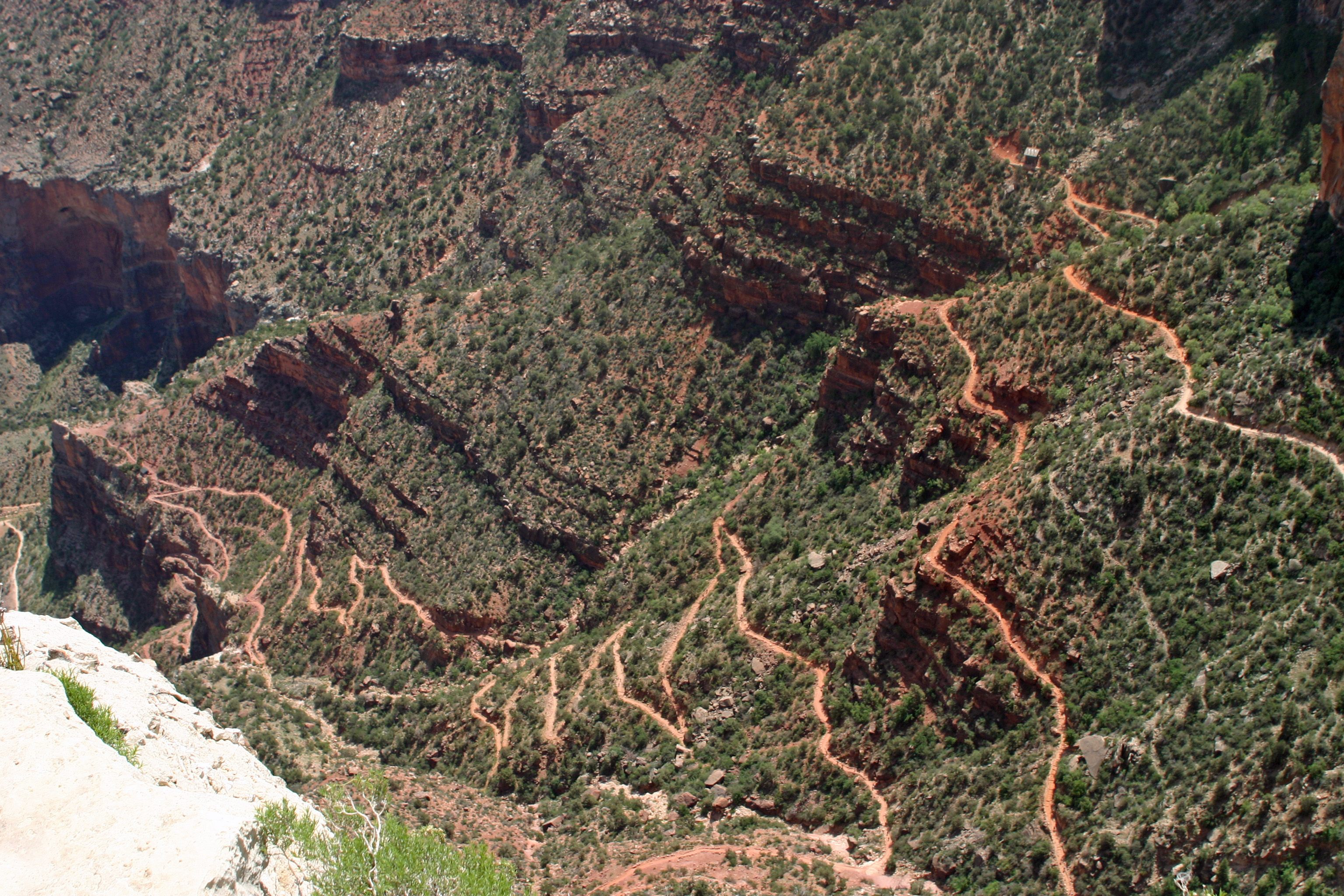
La piste Bright Angel.

En 1890, il ouvre avec Peter Berry et son frère Niles la « mine de la dernière chance ». Pour améliorer l'accès à cette mine, Berry construit une route et un hôtel dans les années qui suivent. Le trop gère la mine jusqu'en 1901, lorsque celle-ci est vendue.
Reconnaissant le potentiel touristique du Grand Canyon, Cameron et son frère construisent un hôtel au début de la Bright Angel Trail et commencent à imposer un péage pour l'utilisation de la piste. Berry et Niel Cameron améliorent le sentier et déposent une demande d'autorisation pour établir un péage privé en février 1891. La piste est cependant peu fréquentée et abandonnée en 1897. En 1901 ou 1902, Cameron obtient les droits de la piste auprès de Berry ainsi qu'une prolongation de cinq ans, bénéficiant ainsi d'une concession sur le sentier jusqu'en 1906. Il commence également à déposer plusieurs demandes de concessions sur des mines (39 en 1907).
Le Grand Canyon Railway est achevé en 1901 mais le chemin de fer conclut un accord avec un hôtel concurrent, limitant le nombre de clients de l'hôtel de Cameron. Dans le même temps, Cameron irrite de nombreuses personnes en faisant payer l'utilisation de la Bright Angel Trail. En raison de tensions, les employés des deux hôtels commencent à porter des armes. Cameron ferme finalement son hôtel après l'ouverture de l'hôtel El Tovar.

## Comté de Coconino

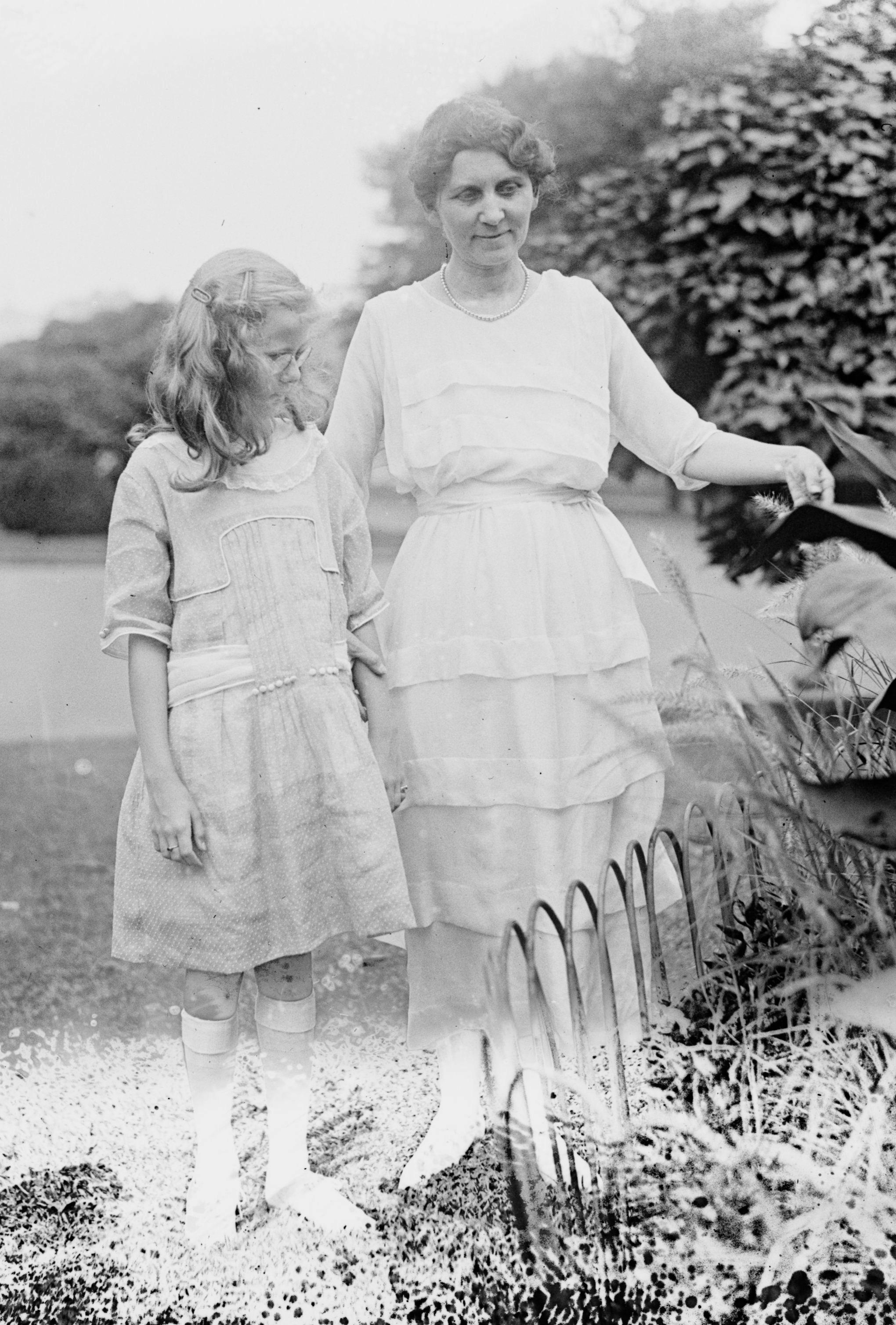
Ida May Spaulding Cameron avec leur fille Catherine (c. 1921).

En 1889, Cameron est l'un des chefs de file dans les efforts visant à créer le comté de Coconino, à partir du nord du comté de Yavapai, après avoir été nommé juré à Prescott et n'avoir reçu que deux dollars par jour pour assumer ces fonctions. Lorsque le nouveau comté est formé en 1891, le gouverneur John N. Irwin (en) nomme Cameron premier shérif du comté. Il occupe le poste pendant trois mandats, après ses réélections en 1894 et 1896. Lors de la convention nationale républicaine de 1896, il est délégué en faveur de William McKinley. Cameron épouse Ida May Spaulding à Flagstaff le 25 novembre 1895. Le couple a deux enfants : Ralph Jr. et Catherine.
Quand Cameron tente d'obtenir les titres officiels pour plusieurs des mines qu'il avait réclamées, le Santa Fe Railroad conteste ses prétentions et agit en justice pour bloquer ses droits, estimant que les mines ne contiennent pas de minéraux précieux. Certaines de ses mines se trouvent alors sur le passage du chemin de fer. En 1898, le Congrès autorise une gare à se prévaloir d'une demande de Cameron de 1902 et lui accorde un droit de passage. En 1906, le juge Richard E. Sloan estime cependant que Cameron peut conserver sa concession d'exploitation, en présence de minéraux suffisants et après un ajustement de ses limites. Le Santa Fe Railroad fait appel de cette décision auprès du commissaire du Land Office Richard A. Ballinger, qui rejette les prétentions de Cameron. Cameron fait à son tour appel au secrétaire à l'Intérieur James R. Garfield, qui ordonne une nouvelle enquête puis déclare en février 1909 que les terres « ne possèdent pas un une valeur minérale suffisante pour justifier la décision d'accorder la concession [minière] ».
La fin de la concession sur le Bright Angel Trail approchant, Cameron cherche de nouvelles façons d'étendre son contrôle sur la piste. Il est élu au conseil du comté de Coconino en 1904. Un an plus tard, il prend la présidence du conseil. Lors de la 24e législature territoriale de l'Arizona, il fait pression sur la session pour adopter la « Cameron Bill » qui impose aux comtés de donner la priorité au titulaire sortant lors du renouvellement des contrats de péage. Le ministre de l'Intérieur Ethan A. Hitchcock conteste la proposition de loi, incitant le gouverneur Joseph H. Kibbey (en) à opposer son veto à la législation. La législature outrepasse le véto de Kibbey et adopte la loi le 18 mars 1907. Lorsque la concession de Cameron expire, le Santa Fe Railroad propose de reverser 70 % des droits de péage au comté pour l'exploitation de la Bright Angel Trail. Le conseil du comté rejette toutefois cette proposition et propose un nouveau de contrat de cinq ans à Cameron en 1907.

## Délégué territorial

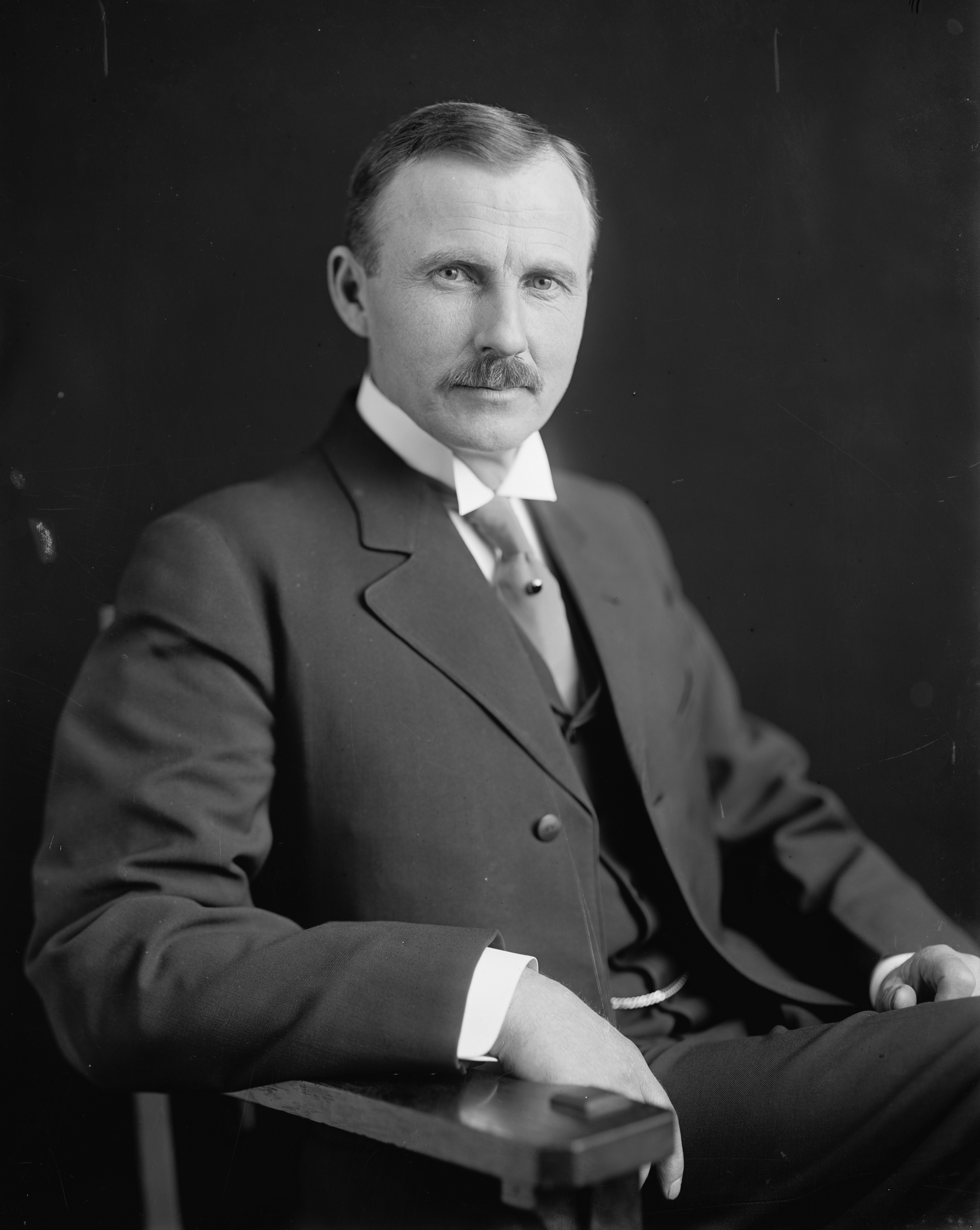
Le portrait du délégué Cameron.

Lors des élections de 1908, de nombreux arizoniens estiment qu'un républicain aurait de meilleures chances de faire adhérer l'État à l'Union dans un congrès dominé par le parti de Lincoln. Cameron reçoit l'investiture de son parti pour le poste le 22 août. Lors de l'élection générale, Cameron bat le démocrate sortant Mark Smith (en), par 12 435 voix contre 11 727 (et 2 205 pour des petits candidats). Smith avait accumulé un certain nombre d'ennemis politiques au cours de sa carrière et avait consacré du temps à la campagne de William Jennings Bryant (en) plutôt qu'à sa propre réélection.
Cameron prend ses fonctions le 4 mars 1909. Il fait partie des commissions relatives aux territoires, à la poste, aux mines et aux affaires indiennes. Il présente plusieurs propositions de loi au cours de sa première session, dont l'une porte sur la création de l'État de l'Arizona. Il ne parle cependant en séance publique qu'à partir de la seconde session. Lorsque sa loi sur le statut d'État est présentée en séance, Cameron  déclare : « C'est un fait historique que l'Arizona a frappé aux portes du Congrès pendant de nombreuses, nombreuses années et ses justes revendications pour la reconnaissance et l'intégration dans la Sororité des États ont rencontré peu de considération, malgré les nombreuses promesses et engagements des deux partis dominants ». Il ajoute que l'Arizona compte 37 000 personnes habilités à voter et qui se voient pourtant nier l'opportunité d'avoir leur mot à dire dans l'élection des présidents et des autres dirigeants nationaux. La proposition de loi est adoptée par la Chambre des représentants le 17 janvier 1910 puis signée par le président Taft le 20 juin. Le mandat de Cameron est prolongé, sans nouvelle élection, dans le cadre du processus d'octroi du statut d'État à l'Arizona.
Dès 1898, il est question de faire du Grand Canyon un parc national. La plupart des habitants du nord de l'Arizona voit alors l'exploitation minière comme essentielle pour le développement économique de la région et s'oppose à la création du parc. Cameron estime alors que Washington a tendance à favoriser les grandes entreprises face aux intérêts des collectivités locales et des particuliers. Malgré l'opposition locale, le président Roosevelt créée le Grand Canyon National Monument le 22 janvier 1908. La même année, Cameron propose la création de la Grand Canyon Scenic Railroad Company pour construire une ligne de chemin de fer panoramique le long de la rive sud du canyon et présente une proposition de loi pour obtenir un droit de passage l'année suivante. Les ministères de l'Agriculture et de l'Intérieur s'y opposent mais accordent un permis à une filiale du Santa Fe Railroad pour la construction d'une route vers le Grand Canyon. Ce permis inclut une clause autorisant la filiale à « maintenir comme voie publique gratuite le sentier connu sous le nom de Bright Angel Trail ». Le secrétaire à l'Agriculture James Wilson empêche le Service des forêts d'agir à propos de la Bright Angel Trail, citant une décision de la Cour suprême de l'Arizona de 1909 estimant que la piste avait été créée avant la forêt nationale du Grand Canyon et que les droits avaient été « fixés de manière permanente ». Wilson autorise cependant la construction de la route, achevée en 1914.

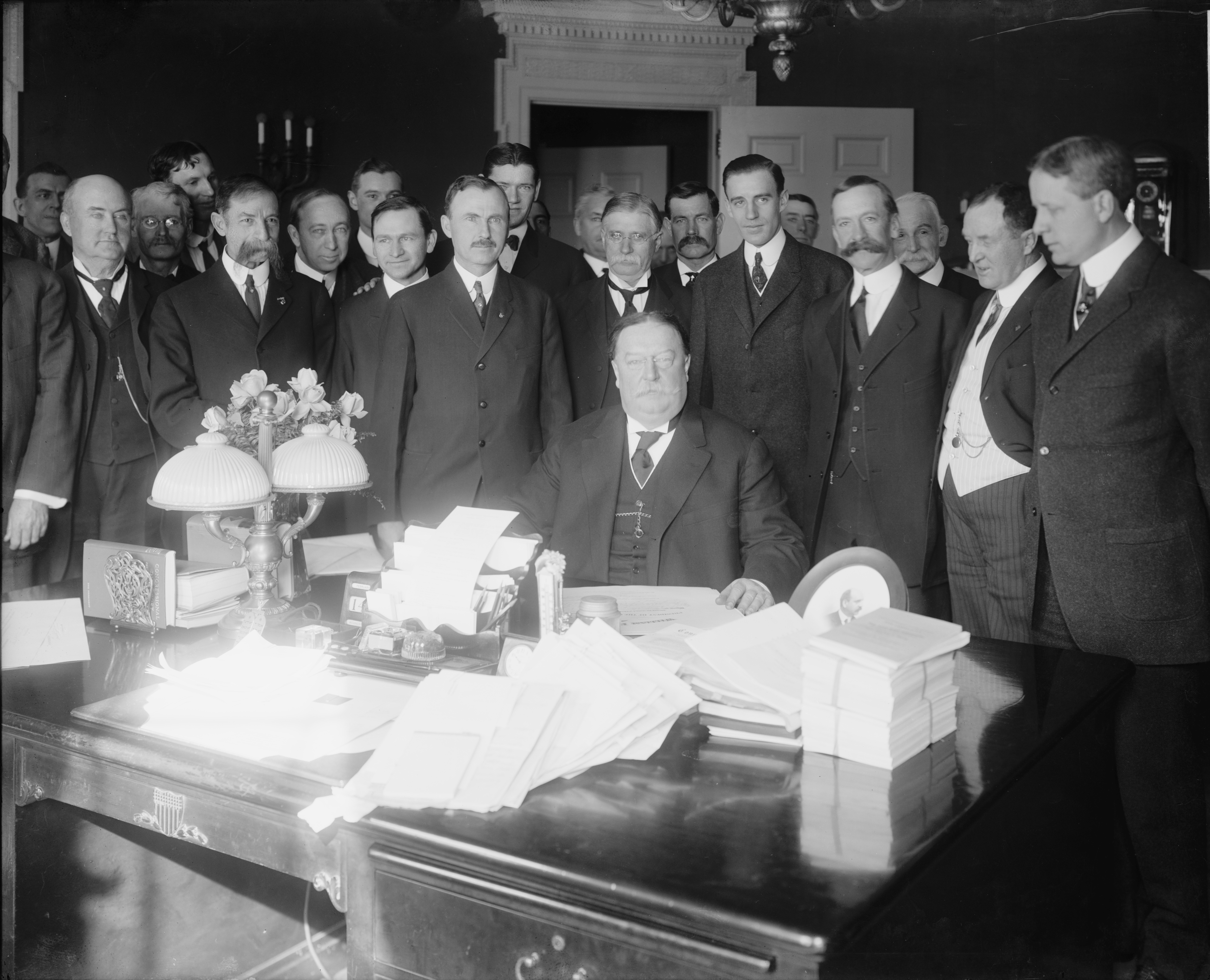
La signature de la loi sur l'adhésion de l'Arizona à l'Union. Cameron est debout à gauche du président Taft.

Dès 1907, des investisseurs potentiels cherchent à s'associer avec Cameron pour développer le Grand Canyon. La Warner, Tucker & Company de Boston achète options sur les concessions minières de Cameron, espérant construire un barrage hydroélectrique dans le canyon. D'autres investisseurs, avec des projets de barrages, de funiculaires, de mines ou encore de pipeline d'eau, se présentent mais ces propositions ne voient pas le jour, Cameron ne pouvant établir officiellement ses titres sur ses concessions minières. Malgré la décision défavorable de l'Intérieur (1909), Cameron poursuit ses efforts pour trouver des investisseurs et continue à se prévaloir de la validité de ses concessions.
La convention constitutionnelle de l'Arizona se réunit du 10 octobre au 9 décembre 1910. Composée de 11 républicains et 41 démocrates, elle acte un certain nombre de réformes de l'Ère progressiste dont des mesures de référendum révocatoire et d'initiative populaire. Cameron s'oppose à ce projet de constitution. Avec le gouverneur Richard E. Sloan (en), il estime que cela ne ferait que reporter l'accession au statut d'État. Le Congrès donne son approbation finale sur l'adhésion de l'Arizona à l'Union le 10 août 1911. Le président Taft oppose cependant son véto, citant son opposition à la révocation populaire des juges. Le même jour, une proposition de loi est présentée au Congrès pour admettre l'Arizona à condition que les dispositions relatives à la révocation des juges soient supprimées. La nouvelle loi est signée par le président Taft le 21 août. Les électeurs approuvent les modifications apportées à la constitution et l'Arizona est devient un État le 14 février 1912.

## Entre deux mandats

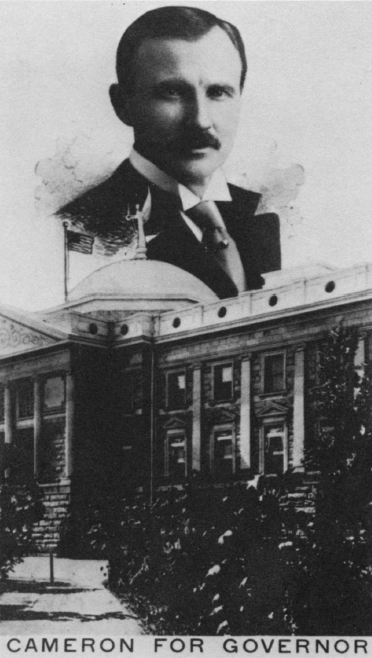
Un tract pour la campagne de 1914.

En 1911, Cameron est le candidat républicain pour le Sénat des États-Unis mais il perd l'élection générale. Il se concentre alors sur sa carrière dans le privé et devient président de l'Arizona Securities and Investment Company. En 1914, il se présente toutefois sans succès à la succession de George W. P. Hunt au poste de gouverneur de l'Arizona. Après sa défaite, Cameron choisit de se mettre en retrait de la vie politique et d'attendre une bonne occasion avant de se représenter.
À côté de son action politique, Cameron est occupé avec ses plans de développement pour le Grand Canyon. Le 24 mai 1912, un projet impliquant un groupe d'investissement de Philadelphie est annoncé. En cas de réussite, l'affaire aurait rapporté plus de cinq millions de dollars à Cameron (l'équivalent de 130 103 448 dollars en 2018). Le mois suivant, la Santa Fe Land Improvement Company verse 40 000 dollars pour un droit de passage sur certaines concessions de Cameron sur la rive sud. La plupart des détails de l'accord sont tenus secrets afin de protéger le chemin de fer de potentiels opportunistes.
Alors que Cameron se concentre sur ses affaires, le Service des forêts rencontre difficultés dans l'administration du monument national du Grand Canyon, notamment en raison des concessions minières de Cameron et d'autres résidents qui bloquent les plans de développement pour le canyon. Cette situation s'explique notamment par la gestion du monument national par le ministère de l'Agriculture et la gestion des concessions minières par le ministère de l'Intérieur. La création d'un parc national, administré par le seul ministère de l'Intérieur, est alors envisagée.
En 1914, Cameron dépose une autre demande concernant sa concession du Cap Horn. L'année suivante, le Service des forêts agit en justice pour bloquer cette demande. En 1916, une requête est déposée pour invalider sa concession à Indian Gardens. Ce second procès est toutefois suspendu dans l'attente de la résolution de la première affaire. Le 19 avril 1920, la Cour suprême des États-Unis tranche en faveur du gouvernement ; les concessions d'Indian Gardens sont a leur tour invalidées en février 1921. Parallèlement, le président Woodrow Wilson signe le projet de loi créant le parc national du Grand Canyon le 26 février 1919. Malgré ces obstacles, Cameron reste optimiste quant à ses chances de contrôler d'importantes sections du Grand Canyon. Cette confiance est renforcée par ses concessions minières de 1902, non contestées, et par l'amélioration de sa situation politique.
En 1920, de nombreux les électeurs de l'Arizona s'opposent en effet aux politiques du président Wilson et s'apprêtent à soutenir son challenger, le républicain Warren G. Harding. Face à ce vent favorable, Cameron décide d'affronter  Mark Smith pour son siège au Sénat des États-Unis. Cameron remporte la primaire républicaine face à trois opposants le 7 septembre,. Durant la campagne, il promet de trouver les 12 millions de dollars nécessaires à la construction d'un barrage sur la rivière Gila et de réaffecter de 40 à 600 000 hectares de la réserve indienne du fleuve Colorado à des vétérans. Smith semble alors manquer de vitalité face à son jeune adversaire. Cameron remporte l'élection par un vote de 35 893 suffrages contre 28 169.

## Sénateur des États-Unis

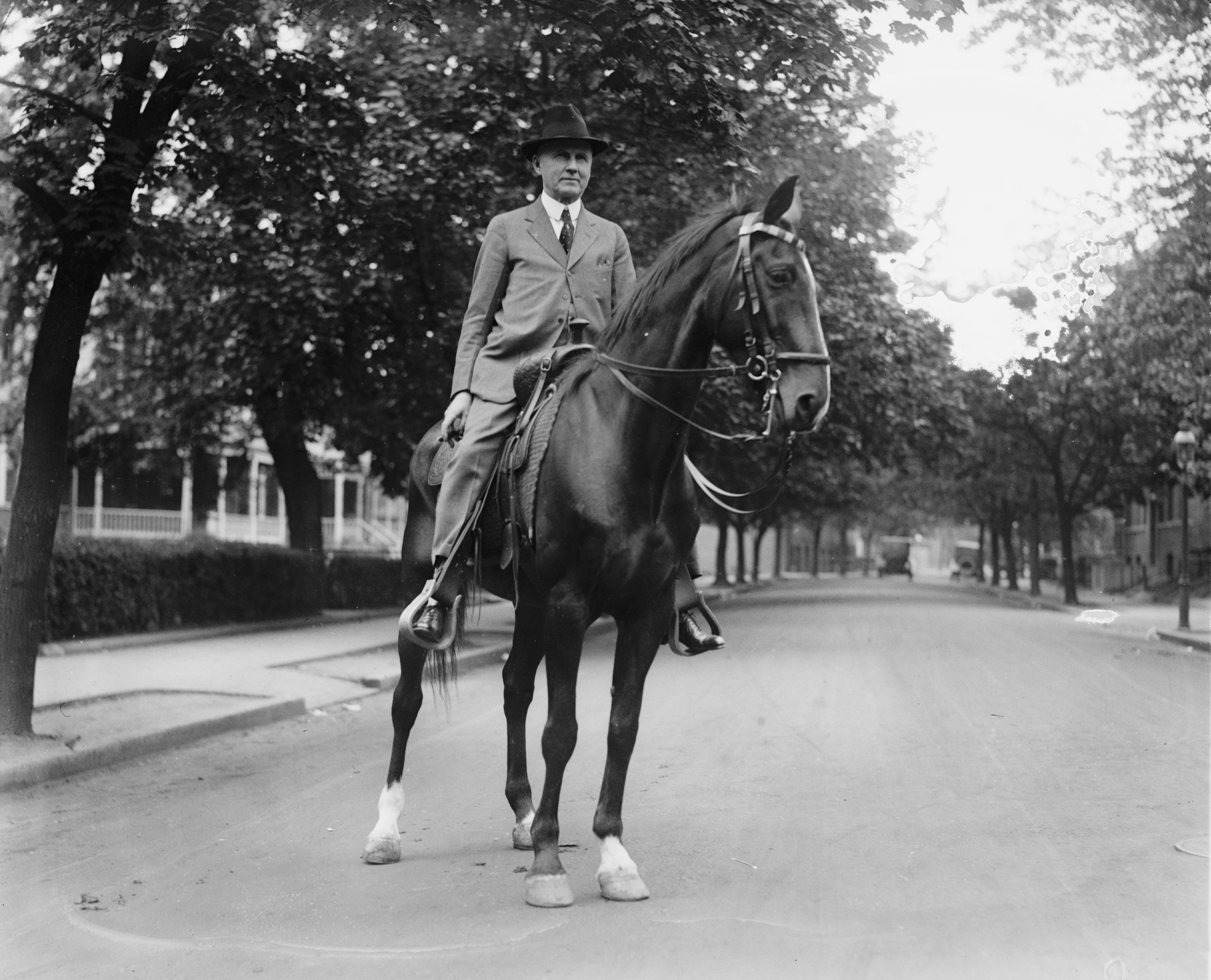
Le sénateur Cameron (c. 1921).

En prenant ses fonctions, Cameron est assigné aux commissions sur les affaires indiennes, les affaires militaires, l'irrigation et le district de Columbia. Dès le début de son mandat, Cameron est en butte à des problèmes juridiques. Tout d'abord, un homme de Boston lui réclame 100 000 dollars le 21 mars 1921, l'accusant d'« aliénation d'affection ». Cameron avait rencontré l'homme par hasard dans un train en 1913 et la femme de celui-ci l'avait quitté en 1916. Cameron nie ces allégations et promet de « lutter contre ce procès avec les deux poings, sans crainte et au grand jour ». L'affaire est vite classée, le délai de prescription de quatre ans étant dépassé. Cette affaire est suivie par une inculpation pour parjure le 24 octobre 1921. Cameron est soupçonné d'avoir occulté des dons reçus lors de sa campagne sénatoriales de 1920. Lors de l'audience préliminaire du 11 mai 1922, les avocats de Cameron notent que, bien que les lois de financement des campagnes électorales imposent une obligation de déclaration des dépenses, cela n'est pas vrai pour les dons. La justice se range à leurs arguments et l'acte d'accusation est rejeté le 17 mai suivant.
Lors de son retour au Sénat, Cameron vote pour le tarif Fordney-Mac Cumber mais échoue à instaurer des droits de douane sur les importations de coton. Il vote pour la Bonus Bill en faveur des vétérans de la Première Guerre mondiale mais s'oppose au renversement du véto du président Harding. Lorsque la loi est réintroduite en 1924, Cameron vote à nouveau en sa faveur et soutient cette fois-ci le renversement du véto du président Coolidge.
Très tôt, Cameron entreprend des efforts pour voir Stephen Mather quitter la direction du National Park Service. Mather dispose cependant d'importantes relations politiques et conserve sa position. Quand il se rend compte qu'il ne peut déloger Mather, Cameron se concentre sur la nomination de personnes favorables à sa cause au Land Office de Phoenix ou à la cour de district fédérale pour l'Arizona. Lorsque le beau-frère de Cameron, L. L. Ferrall, est nommé receveur des postes du Grand Canyon, les rangers du parc national commencent à se plaindre de courriers ouverts avant d'être reçus. Les dirigeants du parc commencent alors à envoyer des communications officielles codées et recevoir leur courrier par le biais de leurs femmes ou de leurs amis.
Au Sénat, Cameron s'attaque au National Park Service par le biais de son budget. En février 1922, il affirme que le financement pour développer le parc national du Grand Canyon ne servira qu'à créer des places de camping pour « trente ou quarante millionnaires » et réussit à retirer ces fonds du budget du département de l'Intérieur. Les représentants de l'Arizona Carl Hayden et Henry F. Ashurst (en) se battent pour rétablir le financement, qui sera finalement d'un montant de 75 000 dollars contre 100 000 dollars l'année précédente.
Cameron utilise également sa position politique pour essayer de reprendre le contrôle de la Bright Angel Trail, dont il s'estime toujours propriétaire. En mai 1922, il propose au comté de Coconino 1 875 dollars par an pour s'occuper de la piste, dans le cadre d'un bail de cinq ans. Le comté refuse l'offre du sénateur, préférant l'offre du Santa Fe Railroad. En mars 1923, les députés Hayden et Louis C. Cramton (en) du Michigan rencontrent des représentants locaux concernant le rachat de la piste ; ils s'entendent alors sur la construction d'une route non goudronnée de la gare au canyon pour 100 000 dollars. Cameron s'oppose à ce rachat par le gouvernement fédéral, estimant les pertes financières trop importantes pour le comté. Cramton attaque alors Cameron pour ses conflits d'intérêts. Un compromis est signé en mars 1924, imposant l'accord des électeurs du comté à la vente. Le Coconino Sun, journal traditionnellement favorable à Cameron, encourage les électeurs a voté en faveur de la vente et critique le sénateur qui se sert du comté comme d'un pion pour garder le contrôle de la piste. Les électeurs rejettent toutefois la vente par 1 247 voix contre 755.

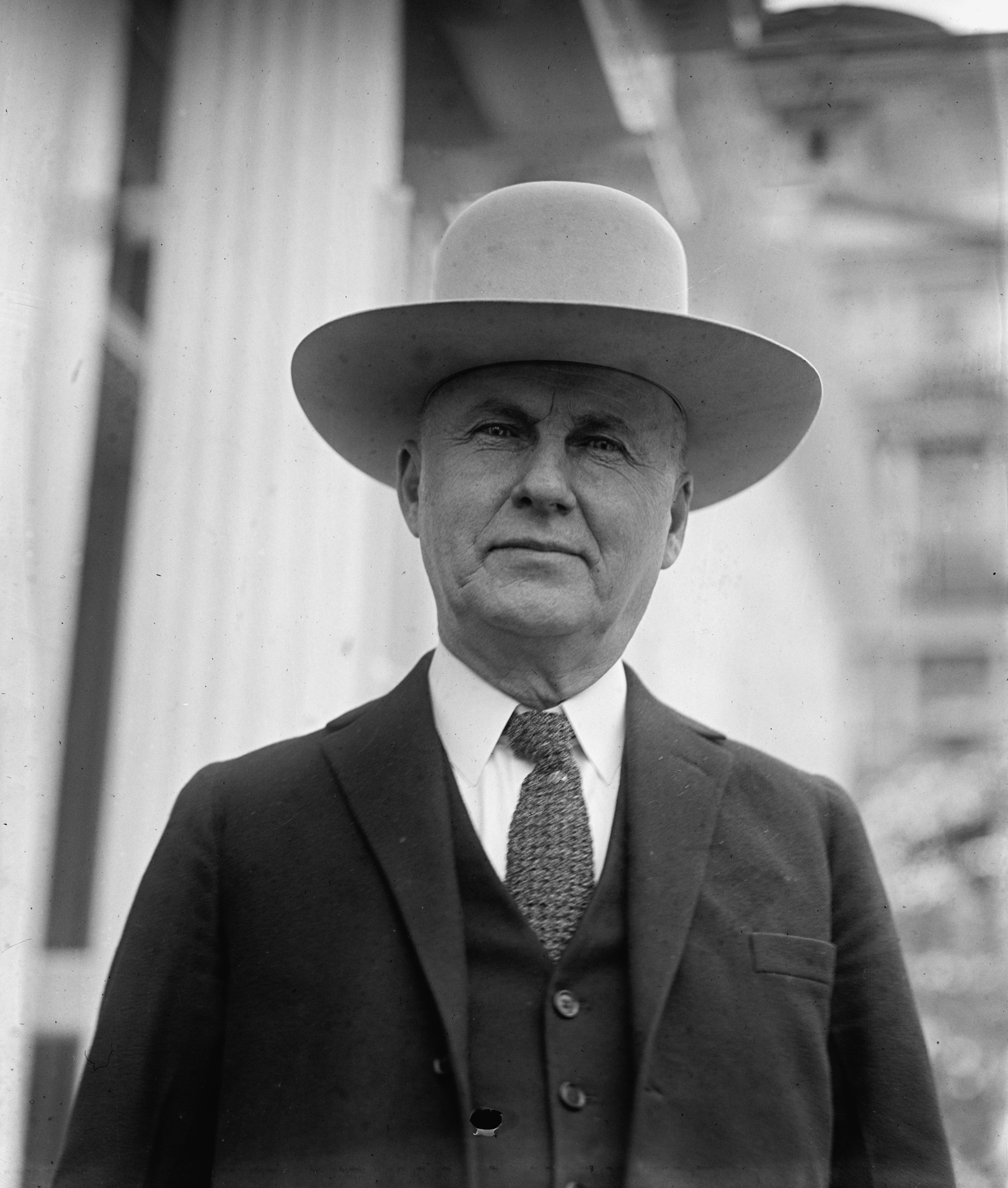
Le sénateur Cameron (c. 1924).

Le principal succès législatif de Cameron intervient en 1924, lorsqu'il obtient avec son collègue Carl Hayden un crédit de 5 500 000 dollars pour la construction du futur barrage Coolidge (en). Cette année marque également le début de plusieurs revers juridiques pour Cameron. En août 1924, un procès visant faire supprimer les constructions et les employés de Cameron le long de la Bright Angel Trail se termine par un outrage au tribunal. Les charges sont abandonnées lorsque Cameron demande à ses employés de quitter le sentier. En 1925, le gouvernement fédéral poursuit Cameron en justice pour obtenir les concessions minières du Grand Canyon et canyon de Boulder, détenues par une société dont Cameron est actionnaire : la United States Platinum Company. Le gouvernement estime que les concessions ne contiennent pas assez de platine. Un arrêt du 16 décembre 1925 invalide les concessions minières. D'autres concessions sont contestées malgré l'intervention de L. L. Farrell, désormais greffier du General Land Office à Phoenix. Le commissaire du General Land Office, William Spry, annule en effet les décisions de Farrell en janvier 1926, invalidant les concessions. Le sénateur obtient la création d'une commission du Congrès sur les agissements des ministères de l'Agriculture et de l'Intérieur. Il prend la  présidence de la commission et s'attaque particulièrement au directeur du National Park Service.
Face à ces problèmes légaux, les électeurs commencent à rejeter Cameron, estimant qu'il ne sert que ses propres intérêts. Pour contrer ce sentiment, il introduit un certain nombre de propositions de lois pour aider ses électeurs. En janvier 1925, le sénateur obtient 200 000 dollars de crédits pour un nouveau système d'irrigation près de Yuma, suivi le mois suivant par 650 000 dollars alloués à l'entretien du système. Il tente sans succès d'imposer des droits de douane sur les importations de cuivre importations, qu'il estime à même de « permettre aux mineurs de cuivre [américains] de revitaliser une industrie mourante ». Sous son impulsion, les droits de pâturage sur les terres fédérales sont réduits de 50 %. Il est également l'un des principaux opposants à la construction du barrage de Boulder.
Lors des élections de 1926, Cameron reçoit le soutien des dirigeants du parti, mais un soutien plus modéré de ses collègues. De son côté, le représentant démocrate Carl Hayden bénéficie du soutien d'un parti uni, des syndicats et de la Woman's Christian Temperance Union. Cameron fait campagne sur les succès de son premier mandat. Les démocrates contre-attaquent en estimant que ces succès étaient bipartisans et que son échec sur les droits de douane pour le coton démontre son inefficacité. Will Irwin, qui soutient Hayden, rédige six articles dans le Los Angeles Times à propos des activités de Cameron au Grand Canyon. Le sénateur critique ces « fabrications malveillantes » mais ne parvient pas à contrôler les dégâts politiques. Hayden remporte l'élection en rassemblant 44 591 voix contre 31 845 pour Cameron. Ces défaites électorales et juridiques mettent fin à l'influence de Cameron dans la région du Grand Canyon.

## Dernières années
En 1928, Cameron tente de retrouver le Sénat en affrontant le démocrate Henry F. Ashurst (en). Il remporte l'investiture du Parti républicain mais est battu par le sortant lors de l'élection générale. Il se présente à nouveau en 1932 mais il est défait par Carl Hayden. Cameron quitte ensuite l'Arizona pour vivre entre Philadelphie et Los Angeles,. Il travaille sur plusieurs projets miniers en Arizona, Californie, Caroline du Nord et Géorgie. En 1933, Cameron divorce de sa première épouse Ida May Spaulding. Il se remarie avec Elizabeth Reese le 19 août 1935.
Au début des années 1950, Cameron retourne en Arizona. En mauvaise santé, il subit deux opérations majeures. Son dernier projet concerne des sources médicinales près de Yuma, en vue de créer un centre pour traiter l'arthrite et la poliomyélite,.
À l'occasion d'un voyage d'affaires à Washington, Cameron est touché par une crise cardiaque le 7 février 1953. Lors de la récupération, il développe une broncho-pneumonie et meurt le 12 février 1953. Il est enterré dans le cimetière de Grand Canyon Village. L'épitaphe sur sa tombe mentionne : « A obtenu le statut d'État pour l'Arizona le 14 février 1912. L'Arizona ne pourra jamais l'oublier ».

## Sources